# Conque sphénoïdale
Les conques sphénoïdales (ou cornets sphénoïdaux ou cornets de Bertin ou osselets de Bertin) sont deux petits osselets plats de forme irrégulière qui forment la paroi inférieure des sinus de l'os sphénoïde.

## Structure
Les conques sphénoïdales sont situées à la partie antérieure et inférieure du corps du sphénoïde.
Une ouverture de taille variable existe dans la paroi antérieure de chacun qui fait communiquer le sinus sphénoïdal avec la cavité nasale.
Leur face supérieure est concave et regarde vers la cavité du sinus.
Leur face inférieure est convexe et fait partie du toit de la cavité nasale correspondante.
Chaque os s'articule en avant avec l'os ethmoïde et latéralement avec l'os palatin.
Leur extrémité postérieure pointue est placée au-dessus du vomer, et s'insère entre la racine du processus ptérygoïde et le rostre sphénoïdal.
Une petite partie des conques sphénoïdales entre parfois dans la formation de la paroi médiale de l'orbite, entre la lame orbitaire de l'os ethmoïde en avant, la surface orbitaire du processus orbitaire de l'os palatin en bas et l'os frontal en haut.